# Kontra K

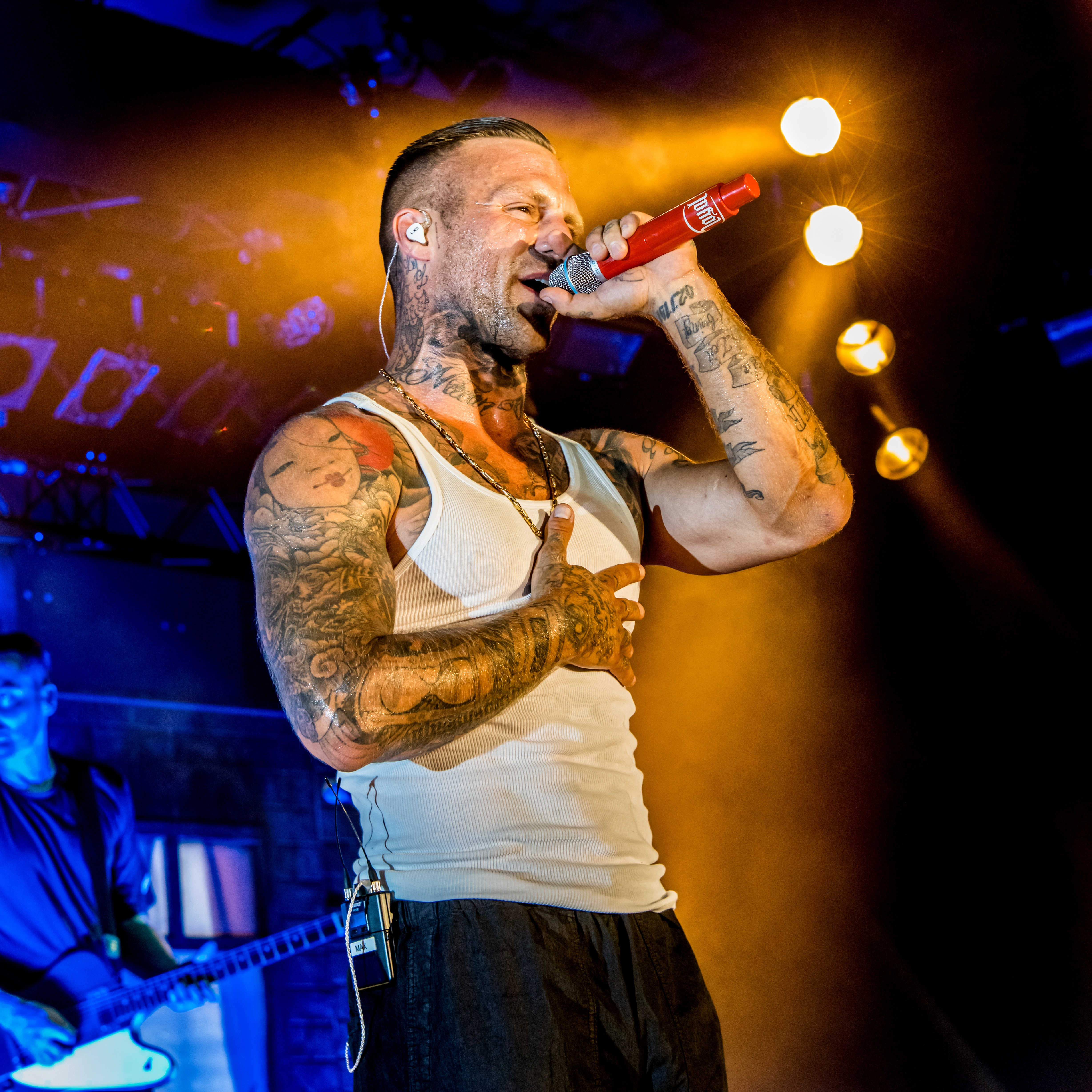
Kontra K, Zelt Musik Festival 2018 Фрайбург, Германия

Максимилиан Дин (нем. Maximilian Diehn; 3 июля 1987, Берлин, Германия) — немецкий рэпер, который находится под контрактом с лейблом BMG.

## Биография
Максимилиан Дин вырос в Берлине. Окончив школу, он обнаружил интерес к рэпу в возрасте 16 лет. В то же время он начал заниматься кикбоксингом.
Дебютный альбом Kontra K Dobermann был выпущен в 2010 году, за ним следует дабстеп микстейп под названием Electrosmog в 2012 году. Второй альбом, также выпущенный в 2012 году, был одним из самых продаваемых альбомов Distributionz (немецкий дистрибьютор) и сыграл важную роль в том, чтобы сделать дистрибутив «Label of the Month April» на Amazon.
В мае 2014 Kontra K подписал контракт с Four Music. Первым релизом были EP Wolves. 6 февраля 2015 года он выпустил свой четвёртый сольный альбом Out of the Shadow в свет и занял 2-е место в немецких чартах.
20 мая 2016 года последовал пятый сольный альбом Labyrinth, в котором участвовали, в частности, Bonez MC, Raf Camora и группа Haudegen. Наряду с этим не так давно было выпущено интерактивное видео с участием Лекса Шрапнела, Киры Софии Кахре и Билла Феллоуза. Альбом поднялся до № 1 в немецких чартах альбомов 27 мая 2016 года.
28 апреля 2017 года вышел его шестой сольный альбом Gute Nacht (BMG). Сотрудничество с Four Music, где появились два предыдущих альбома, он закончил и говорил в этом контексте о дружеской развязке из-за различий в способе работы.
23 февраля 2018 Kontra K объявил о своём седьмом сольном альбоме «Earth and Bone» (Земля и кость), который должен появиться 11 мая 2018 года.
Один раз посещал Россию, где позже был сделан один клип.